# Basilique Notre-Dame-d'Afrique
La basilique Notre-Dame-d'Afrique est l'une des basiliques mineures de l'Église catholique. Elle est située dans la commune de Bologhine, à l'ouest d'Alger, sur un promontoire dominant la mer de 124 m d'altitude. 
Elle a été construite par l'architecte Jean-Eugène Fromageau dans le style romano-byzantin, et consacrée le 2 juillet 1872. 
L'extérieur est caractérisé par un haut dôme, fixé sur un tambour cylindrique. Cette basilique possède son abside au sud-ouest, plutôt qu'à l'est comme d'habitude.

## Situation
La basilique est construite sur un promontoire dominant la mer de 124 m, au nord d'Alger. Elle est accessible par un téléphérique qui porte son nom depuis Bologhine (ex-Saint-Eugène), où se trouve le cimetière Saint-Eugène. Elle est considérée comme « la sœur jumelle de la basilique marseillaise Notre-Dame-de-la-Garde. »
La basilique est surnommée « Madame l’Afrique » ou « Lalla Myriem » par les habitants du voisinage. Pour le journaliste Lyes Menacer, elle constitue un « symbole du brassage culturel et de la cohabitation religieuse depuis 160 ans ». En témoignent l'inscription célèbre dans le chœur : « Notre Dame d’Afrique, priez pour nous et pour les musulmans », ainsi qu'une autre phrase, écrite en français, arabe et kabyle : « L'amour fraternel vient de Dieu. Il est Dieu même. »

## Histoire

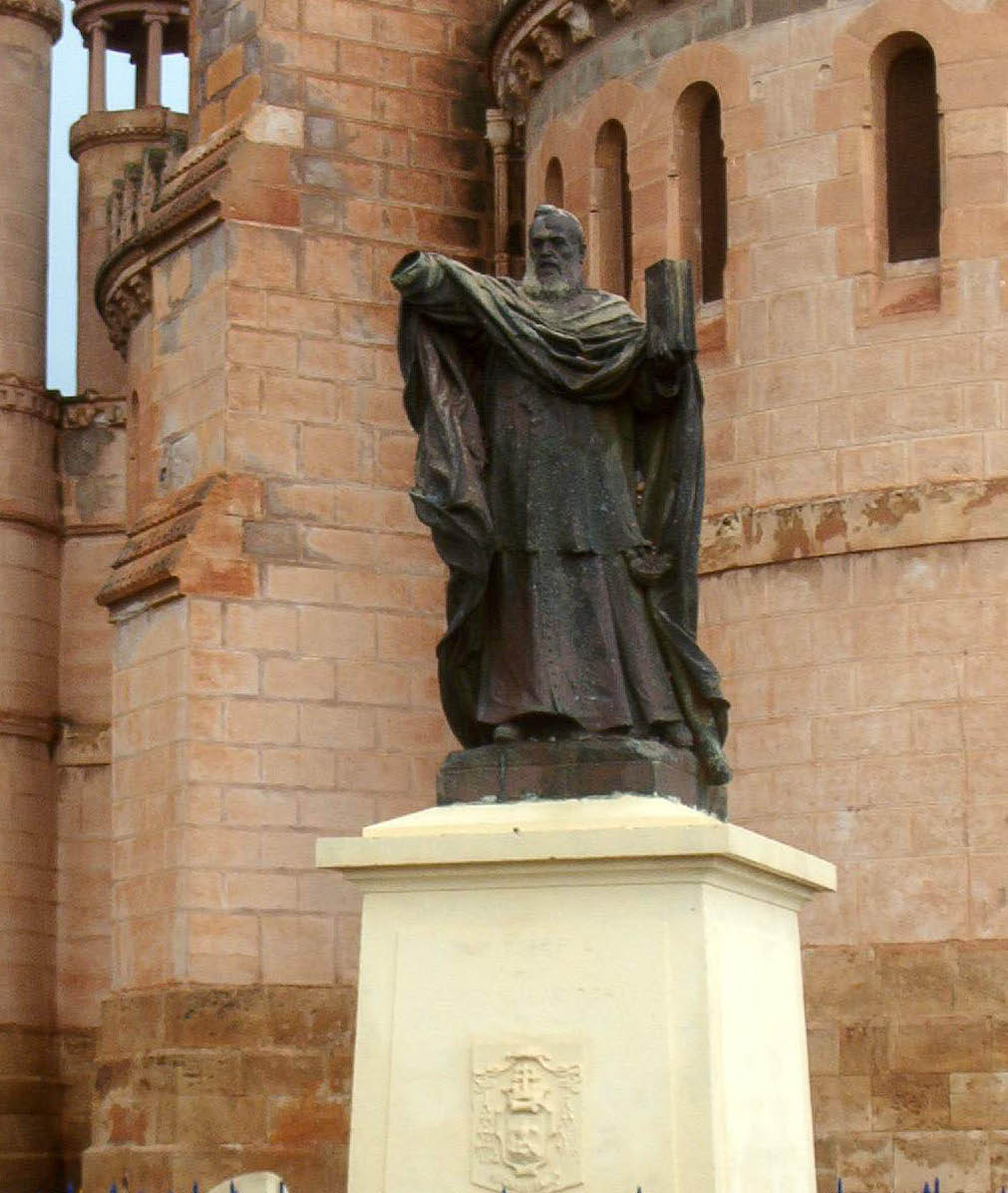
Statue de Mgr Lavigerie sur le parvis de la basilique.

### La chapelle et le pèlerinage
Une statuette en bronze de la Vierge Marie, copie d'une œuvre originale créée par Bouchardon en 1750, fut offerte en mai 1840 à Mgr Dupuch, premier évêque d'Alger. Elle fut placée au monastère de la Trappe de Staouëli à Bouchaoui.
À la suite de la définition du dogme de l'Immaculée Conception par le pape Pie IX le 8 décembre 1854, son successeur, Mgr Pavy, décide d'édifier une grande église de pèlerinage à Notre-Dame. Il déplace la statue dans une chapelle, inaugurée le 20 septembre 1857. La fête de Notre-Dame-d'Afrique se tient le 30 avril.

### La construction
Mgr Pavy, d’origine lyonnaise, entendait édifier « un autre Fourvière, auprès d’Alger ! » Le 20 février 1858, il engage la construction de l’église. Elle est confiée à Jean-Eugène Fromageau, architecte en chef des édifices diocésains de l'Algérie. Elle fut achevée en 1872. Mgr Pavy, décédé en 1866, est inhumé dans le chœur.
L'édifice fut consacré le 2 juillet 1872, par Mgr Lavigerie, archevêque d’Alger. Il y transféra la statue de Marie le 2 mai 1873. L'église accueille le 4 mai 1873 un « concile provincial d’Afrique », rassemblant les évêques et abbés d’Algérie, première réunion de ce type pour les temps modernes.
Toutes deux fondées sur l'impulsion du cardinal Lavigerie, la Société des missionnaires d'Afrique (Pères blancs) (1868) et les Sœurs missionnaires de Notre-Dame d'Afrique ou Sœurs Blanches (1869) se voient confier la garde du sanctuaire.
Le pape Pie IX accorde à l'église le titre de basilique ; elle est consacrée le 30 avril 1876.

### La restauration

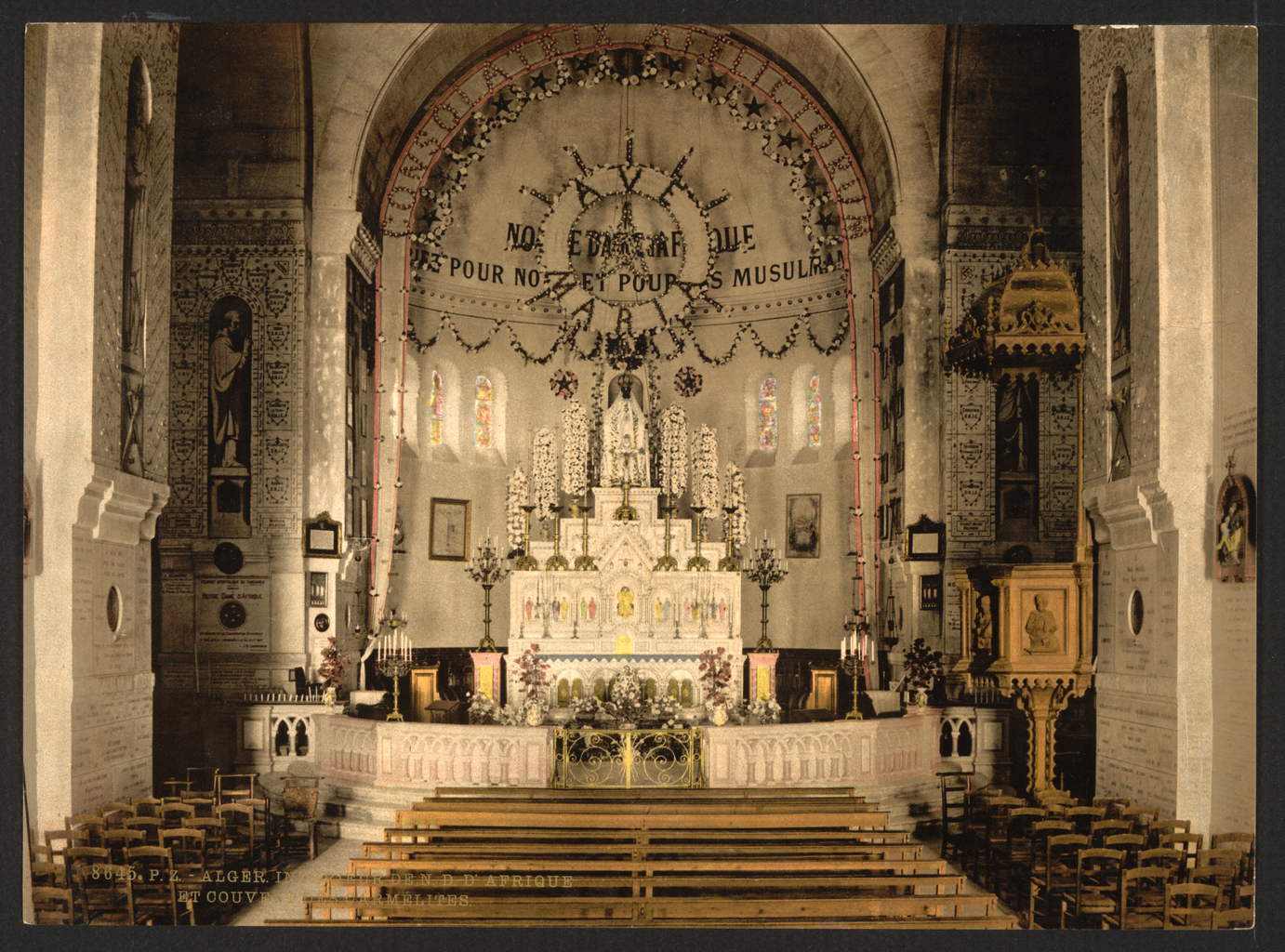
Intérieur de la Cathédrale avant 1970

L'église est fortement touchée par les séismes de mai 2003, qui font par ailleurs 3 000 morts, notamment dans la ville de Boumerdès. Des travaux de restauration sont engagés en 2007 sous l'impulsion de Bernard Lefebvre, recteur de la basilique. L'inauguration a lieu le 13 décembre 2010. Les travaux ont fait l'objet d'un financement partagé entre l'Union européenne et l'État français à hauteur de 1 million d'euros, de collectivités locales françaises (la région Provence-Alpes-Côte d’Azur, le département des Bouches-du-Rhône et la ville de Marseille) à hauteur de 440 000 euros chacune et la wilaya d'Alger à hauteur de 600 000 euros.

### Le classement en bien culturel
La basilique est classée sur la liste des biens culturels algériens comme monument historique depuis le 12 septembre 2012.

## Architecture et décoration

### Architecture

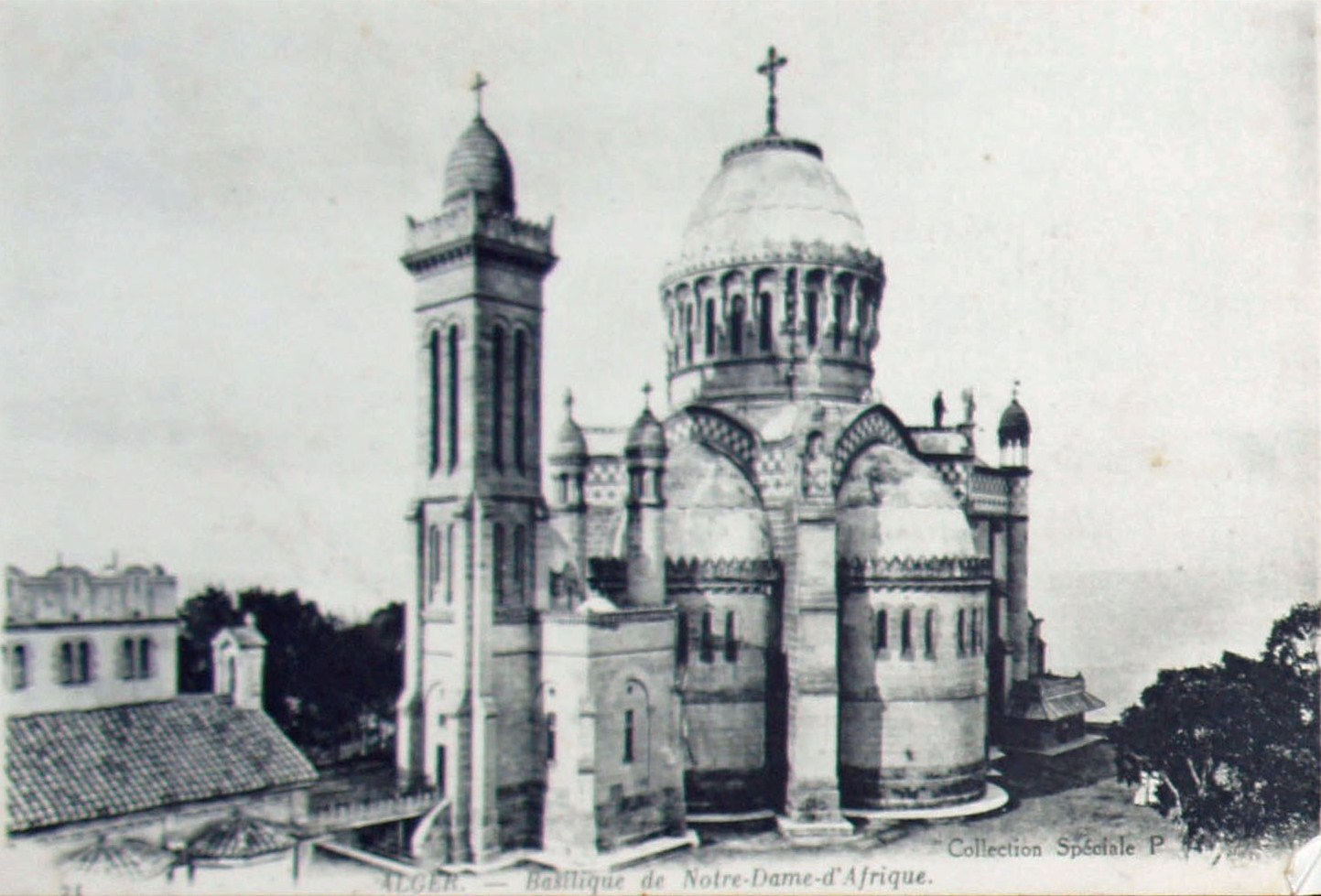
L'église en 1916.

Comme la cathédrale du Sacré-Cœur d'Oran, la basilique est de style romano-byzantin. Le plan est dû à Jean-Eugène Fromageau. Il offre la particularité d'être orienté avec le chœur au sud-ouest (au lieu de l'est habituellement).
Il est intéressant de noter à l’extérieur la présence d'une frise de faïence bleue en partie haute qui démontre une influence de l'architecture vernaculaire sur le projet.
Deux chapelles, ornées de reliquaires, entourent le maître-autel. La première, consacrée à saint Augustin abrite notamment six ex-votos de Charles de Foucauld. Celle dédiée à la mère de saint Augustin, sainte Monique, rend hommage aux dix-neuf religieuses et prêtres tués dans les années 1990 en Algérie (reconnus martyrs d'Algérie en 2018).

### Décoration

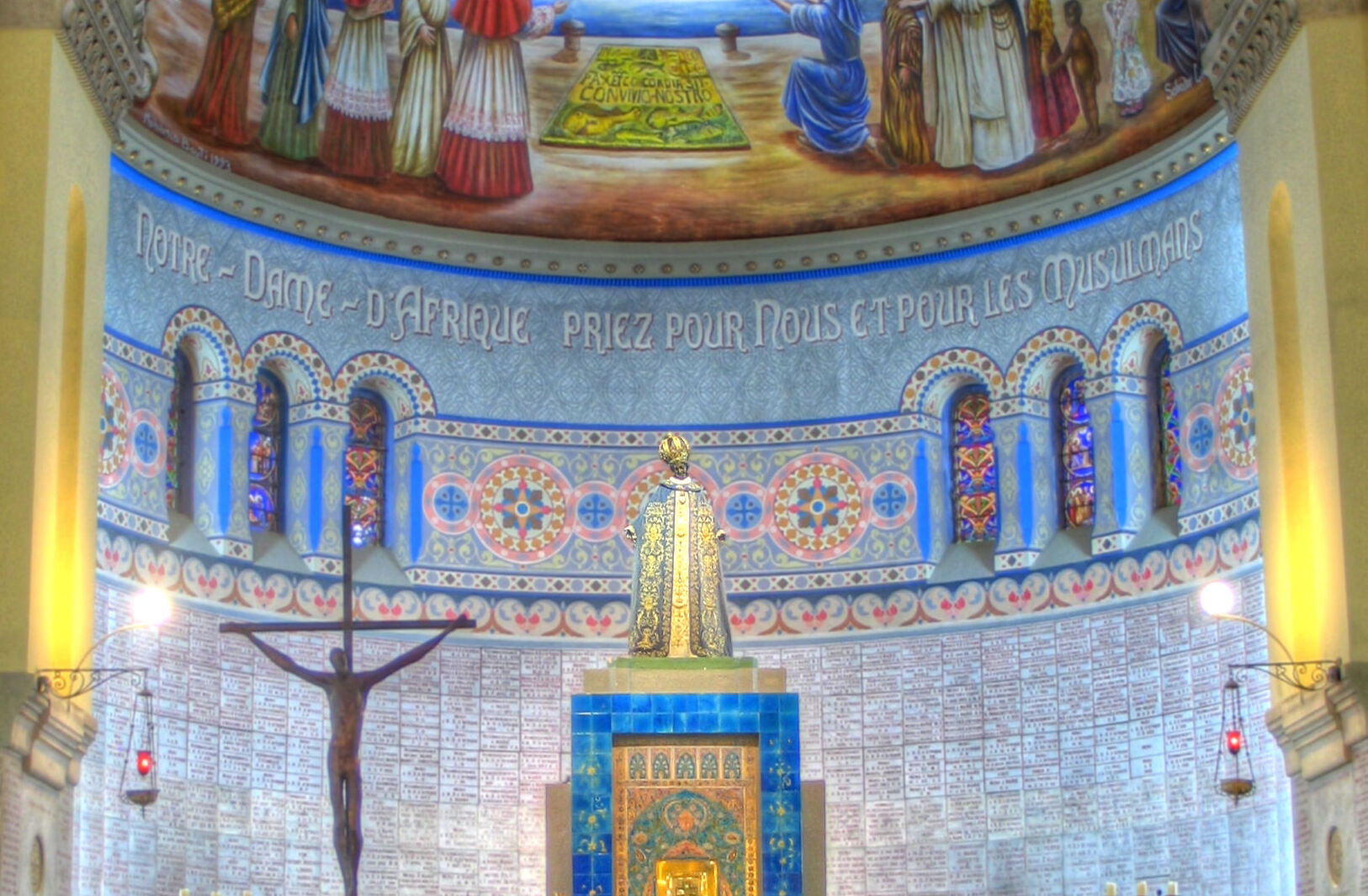
Vue intérieure.

Le mobilier intérieur a été initialement dessiné par l'abbé Joseph Pougnet, celui-ci développait un style très comparable au reste de la basilique à savoir un romano-byzantin assez éclectique. Malheureusement a été en partie détruit et déplacé dans les années 70 (autel majeur, chancel, chaire), n'en subsiste que les stalles, une partie de l'autel et certains objets comme les chandeliers.
La décoration de la basilique comprend au centre du dôme, sous la statue de la Vierge, une céramique due à Mohamed Boumehdi (1924-2006), un artiste algérien musulman.
La statue de Notre-Dame d'Afrique, en bronze, a été réalisée en 1838 par le célèbre bronzier et orfèvre parisien Louis-Isidore Choiselat dit Choiselat-Gallien (1784-1853). C'est une copie de la Vierge de Bouchardon aussi appelée « Vierge fidèle » que le bronzier avait déjà réalisé pour Saint Sulpice en 1832 et comme ex-voto pour la conversion de Talleyrand en 1838. Elle est d'abord offerte par Hyacinthe-Louis de Quélen aux religieuses du Sacré-Cœur de la rue de Varenne. En 1840, les sœurs l'offrirent à l'abbé Antoine-Adolphe Dupuch devenu en 1838 le premier évêque d'Alger. En Algérie, la statue est d'abord installée dans une chapelle provisoire. En 1873, elle est intronisée en tant que Notre-Dame d'Afrique dans la basilique nouvellement consacrée.
Il est à noter que le modèle de cette statue de Bouchardon est aussi connue sous le nom de « Vierge au Sourire » en raison d'un épisode de la vie de Sainte Thérèse de Lisieux.
La statue de Notre Dame d'Afrique est couronnée d'or avec une parure de velours bleu brodée en fils d'argent recouverts d'or, réalisée par M. Sekkal, maître brodeur de Tlemcen.
Une grande fresque, au fond du chœur représente Marie en gloire, vénérée par le cardinal Lavigerie, entourée de personnages évoquant le passé chrétien de l’Afrique du Nord : les saints Cyprien de Carthage et Augustin d'Hippone, les saintes Perpétue et Félicité, Monseigneur Lavigerie, les martyrs de l'Ouganda (1886), le père Siméon Lourdel (1853-1890), Charles de Foucauld et le cardinal Duval.

Une phrase, extraite d’une prière, est inscrite en français, en arabe et en berbère sur le mur de l'abside derrière l'autel : 

« Notre Dame d'Afrique priez pour nous et pour les musulmans. »

### L'orgue
L'instrument actuellement installé dans la basilique a été réalisé en tant que grand orgue de concert par la manufacture Cavaillé-Coll et signé par Charles Mutin, facteur français, pour la résidence de M. et Mme Albert Weddell, qui résidaient villa Georges à Alger, au 47, rue du Télemly (actuellement rue Krim-Belkacem). C’est un orgue de 26 jeux et plus de 1 500 tuyaux. Il a été inauguré le 31 décembre 1911 par le musicien Camille Saint-Saëns, ami et voisin des propriétaires. L’orgue fut donné en 1930 par Mme Weddell et installé dans la basilique. Il a été restauré entre 2000 et 2002.

## Galerie

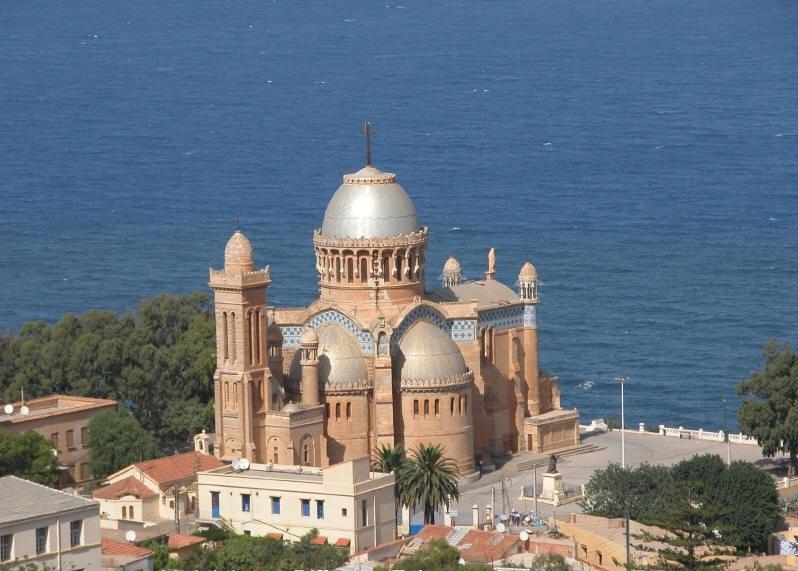
Façade sud-ouest vue plongeante.
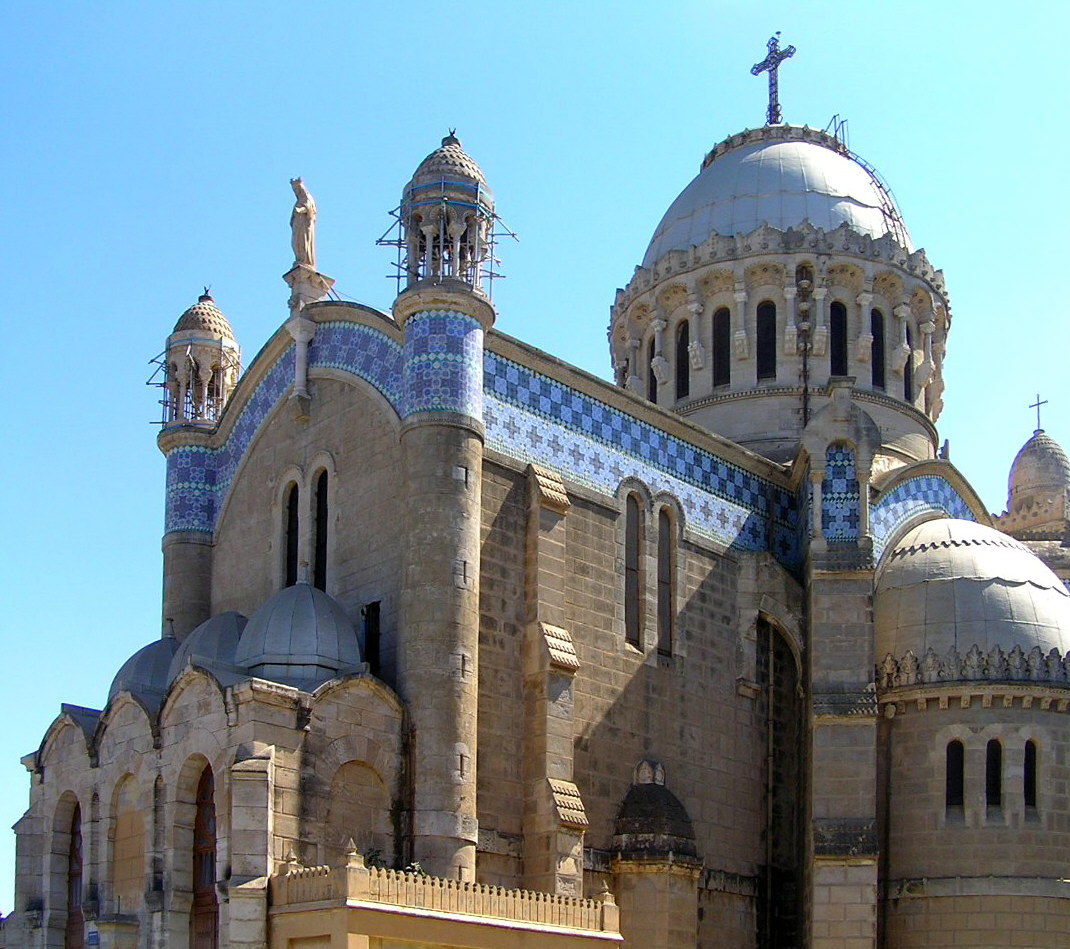
En 2005, avant rénovation.
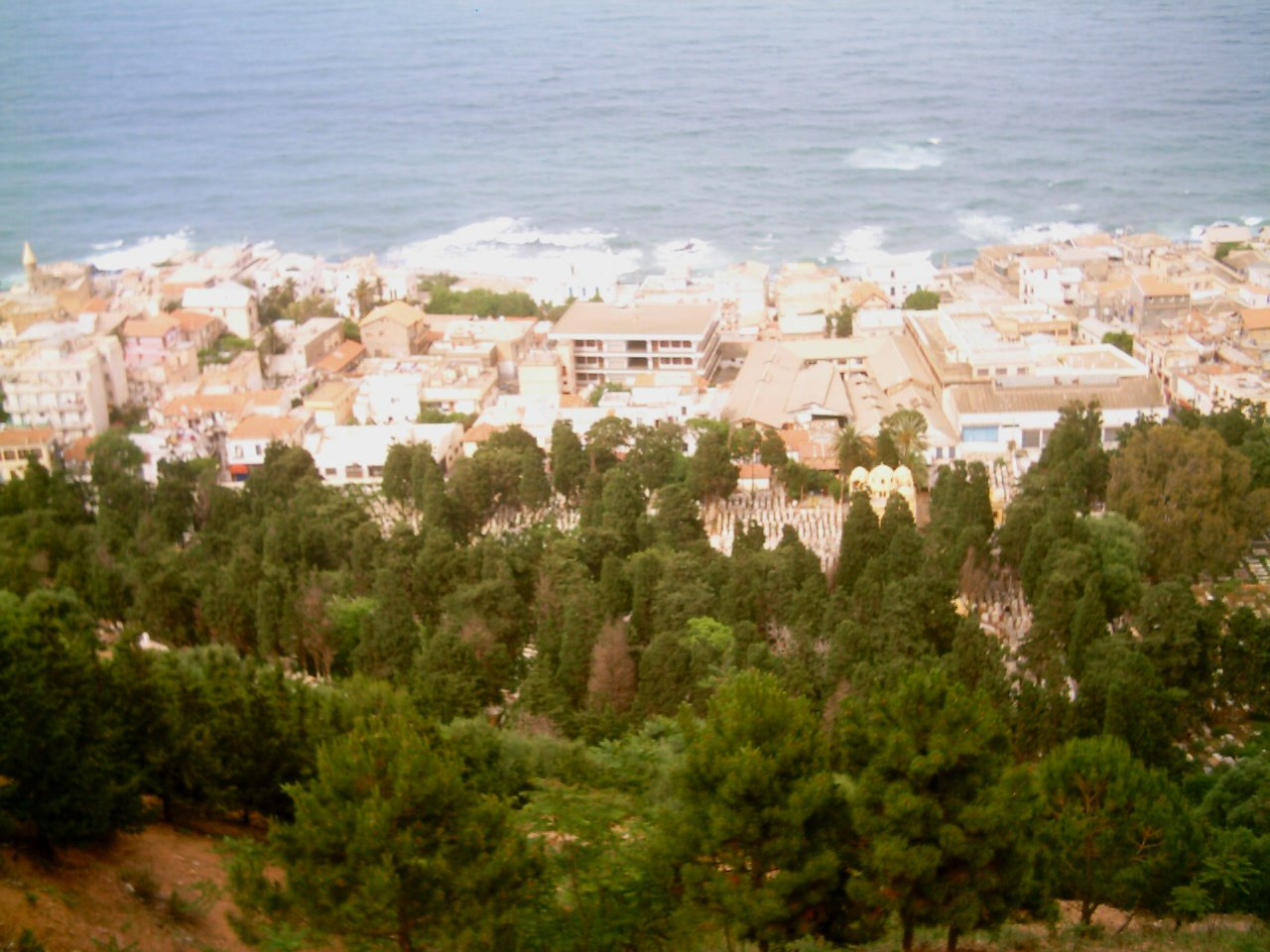
Bologhine en 2006, vue depuis le parvis.
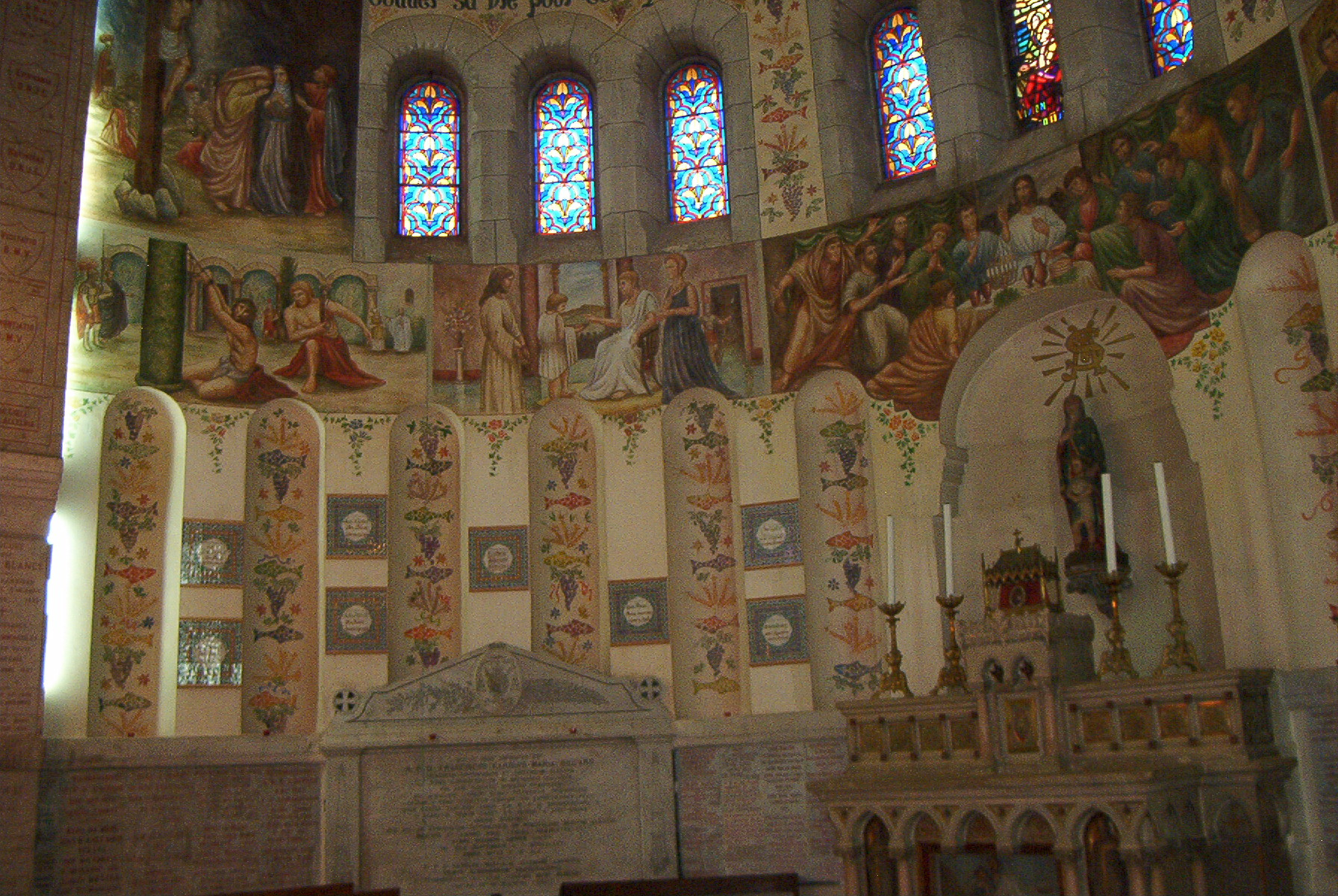
L'abside.
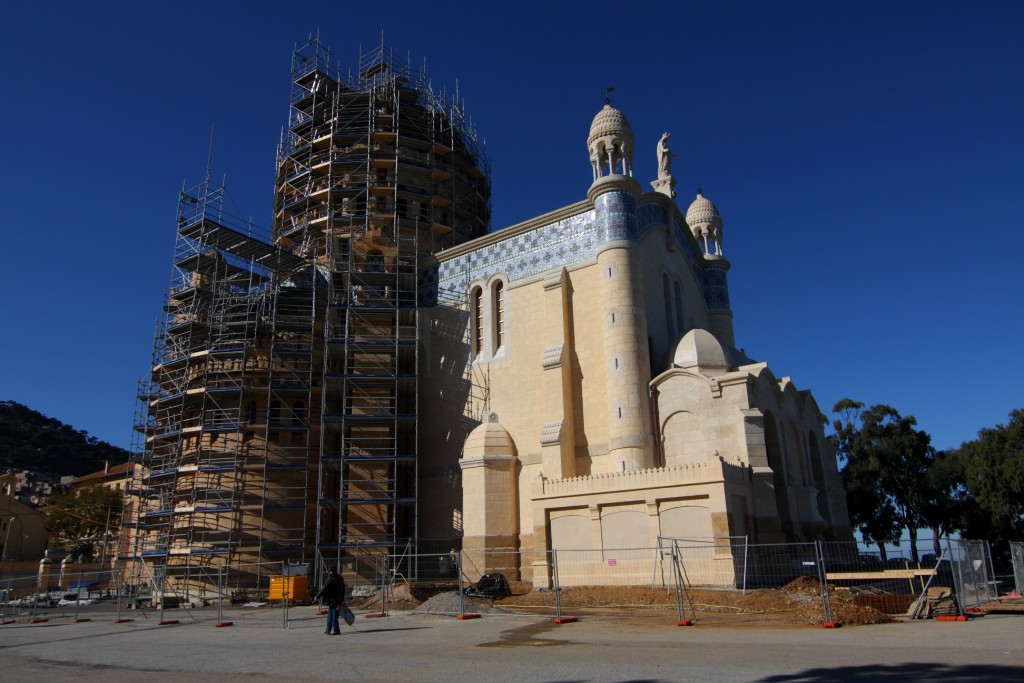
Travaux de rénovation en 2009.